# Приємно познайомитись, Бог
«Приємно познайомитись, Бог» (яп. 神様はじめました, Камісама Хаджімемашіта, дослівно: «Я стала Богом») — манґа, сценаристкою та художницею якої є Джульєтта Судзукі. Спочатку манґа публікувалася в шьоджьо-часописі Hana to Yume, а згодом компілювалася компанією Hakusensha у форматі танкобонів. Перший танкобон вийшов 19 вересня 2008 року. Останній том манґи вийшов у травні 2016 року.
За основою манґи режисером Акітаро Даічі було створено аніме з тієї ж назвою. Перший сезон вийшов у 2012 році, а другий у січні 2015 року.
В Україні ліцензію по показ двох сезонів аніме має стримінговий сервіс Megogo.

## Сюжет
Батько 17-річної Нанамі Момодзоно є любителем азартних ігор. Одного разу він програвся вщент, після чого зник у невідомому напрямку. Нанамі втратила свій будинок. Бідна дівчина з усіма своїми мізерними пожитками побрела в парк, де серед ночі почула, як хтось благає врятувати його від злого пса. Собака виявився не такий уже й злий, і Нанамі легко прогнала його. Про допомогу просив симпатичний молодий чоловік, з яким наша героїня розговорилася, розповіла йому про свою біду. Хлопець, на ім'я Мікаґе пожалів бідолашну, запропонував їй пожити в нього. Він уникав відвідування свого дома, тому що там гуляку чекав суворий Томое. Момодзоно, звичайно, не хотілося зустрічатися з цією дамою, але перспектива ночівлі в парку лякала її більше. Дівчина погодилася. Нове житло дівчинки — це синтоїстський храм, хранителем якого є лис-перевертень (йокай) Томое. Виявилося, що Мікаґе залишив їй на лобі мітку бога, таким чином він передав їй свої повноваження бога землі.

## Персонажі

### Головні герої
Нанамі Момодзоно (яп. 桃園奈々生)
Сейю: Судзуко Міморі
Томое (яп. 巴衛)
Сейю: Сінносуке Тачібана
Мікаґе (яп. ミカゲ)
Сейю: Акіра Ішіда
Курама (яп. 鞍馬)
Сейю: Даісуке Кісіо
Мідзукі (яп. 瑞希)
Сейю: Окамото Нобухіко
Онікірі (яп. 鬼切) та Котецу (яп. 虎徹)
Сейю: Нацуйо Атарасі (перший сезон), Наоко Мацуї (другий сезон) (Онікірі)
Сейю: Тіка Окубо (Онікірі)

### Йокаї
Кіракабурі (яп. 煌かぶり, дослівно: «Гарний убивця»)
Сейю: Такехіто Коясу
Хімеміко (яп. 沼皇女, дослівно: «Болотна принцеса»)
Сейю: Юї Хоріе
Король-дракон (яп. 龍王・宿儺)
Сейю: Дайсуке Намікава
Камехіме (яп. 亀姫, дослівно: «Принцеса-черепахиня»)
Сейю: Акемі Окамура
Акура-Оу (яп. 悪羅王)
Сейю: Дзюнїті Сувабе
Яторі
Сейю: Сімоно Хіро
Їро (яп. 二郎)
Сейю: Ватару Хатано
Унарі (яп. ウナリ)

### Боги
Отохіко (яп. 乙比古)
Сейю: Хірокі Такахасі
Нарукамі (яп. 鳴神)
Сейю: Хйо-Сей
Оокунінусі (яп. 大国主)
Сейю: Шовтаро Морікубо
Такехайа Ікузаґамі (яп. イクザガミ 竹早)
Сейю: Ясуакі Такумі
Коуме (яп. 小梅) та Котаке (яп. こたけ)
Сейю: Наоко Суґіура (Коуме)
Сейю: Ері Ґода (Котаке)

### Інші
Амі Некота (яп. 猫田 あみ)
Сейю: Сатомі Сато
Кей Уесіма (яп. 上島 ケイ)
Сейю: Каорі Сімізу
Юкіджі (яп. 雪路)
Сейю: Судзуко Міморі
Котароу Урасіма (яп. 裏嶋 小太郎)
Сейю: Рьохей Кімура
Кумімі Момодзоно (яп. 桃園 クミミ)
Сейю: Юрі Амано
Ісобе (яп. 磯)
Сейю: Суута Морісіма
Нацуко Умібе (яп. ウミベイ 奈津子)
Сейю: Аймі Теракава
Інахо (яп. 稲穂姫)
Сейю: Юрін

## Медіа

### Манґа
Манґа «Приємно познайомитись, Бог», що вона була написана та намальована Джульєттою Судзукі, виходила у півмісячному часописі «Hana to Yume» з 20 лютого 2008 року. Зібрані глави були потім перевидані в танобонах видавництвом Hakusensha, перший том вийшов друком 19 вересня 2008 року. Сюжет манґи добіг кінця 20 травня 2016 року.

#### Список томів
| Номер                                | Дата виходу     | ISBN                   |
| ------------------------------------ | --------------- | ---------------------- |
| 1                                    | 19 вересня 2008 | ISBN 978-4-59-218506-2 |
| Том налічує такі глави: 1-6          |                 |                        |
| 2                                    | 1 січня 2009    | ISBN 978-4-59-218507-9 |
| Том налічує такі глави: 7-12         |                 |                        |
| 3                                    | 5 травня 2009   | ISBN 978-4-59-218508-6 |
| Том налічує такі глави: 13-18        |                 |                        |
| 4                                    | 18 вересня 2009 | ISBN 978-4-59-218509-3 |
| Том налічує такі глави: 19-24        |                 |                        |
| 5                                    | 19 січня 2010   | ISBN 978-4-59-218510-9 |
| Том налічує такі глави: 25-30        |                 |                        |
| 6                                    | 19 травня 2010  | ISBN 978-4-59-219216-9 |
| Том налічує такі глави: 31-36        |                 |                        |
| 7                                    | 16 вересня 2010 | ISBN 978-4-59-219217-6 |
| Том налічує такі глави: 37-42        |                 |                        |
| 8                                    | 17 грудня 2010  | ISBN 978-4-59-219218-3 |
| Том налічує такі глави: 43-48        |                 |                        |
| 9                                    | 19 травня 2011  | ISBN 978-4-59-219219-0 |
| Том налічує такі глави: 49-54        |                 |                        |
| 10                                   | 20 вересня 2011 | ISBN 978-4-59-219220-6 |
| Том налічує такі глави: 55-60        |                 |                        |
| 11                                   | 20 січня 2012   | ISBN 978-4-59-219291-6 |
| Том налічує такі глави: 61-66        |                 |                        |
| 12                                   | 20 квітня 2012  | ISBN 978-4-59-219292-3 |
| Том налічує такі глави: 67-72        |                 |                        |
| 13                                   | 20 вересня 2012 | ISBN 978-4-592-19293-0 |
| Том налічує такі глави: 73-79 + 70.5 |                 |                        |
| 14                                   | 19 жовтня 2012  | ISBN 978-4-592-19294-7 |
| Том налічує такі глави: 80-85        |                 |                        |
| 15                                   | 20 лютого 2013  | ISBN 978-4-592-19295-4 |
| Том налічує такі глави: 86-89 + 89.5 |                 |                        |
| 16                                   | 20 серпня 2013  | ISBN 978-4-592-19296-1 |
| Том налічує такі глави: 90-95        |                 |                        |
| 17                                   | 20 січня 2014   | ISBN 978-4-592-19297-8 |
| Том налічує такі глави: 96-101       |                 |                        |
| 18                                   | 20 травня 2014  | ISBN 978-4-592-19298-5 |
| Том налічує такі глави: 102—107      |                 |                        |
| 19                                   | 19 вересня 2014 | ISBN 978-4-592-19299-2 |
| Том налічує такі глави: 108—113      |                 |                        |
| 20                                   | 19 грудня 2014  | ISBN 978-4-592-19300-5 |
| Том налічує такі глави: 114—119      |                 |                        |
| 21                                   | 20 квітня 2015  | ISBN 978-4-592-21501-1 |
| Том налічує такі глави: 120—125      |                 |                        |
| 22                                   | 20 серпня 2015  | ISBN 978-4-592-21502-8 |
| Том налічує такі глави: 126—131      |                 |                        |
| 23                                   | 18 грудня 2015  | ISBN 978-4-592-21503-5 |
| Том налічує такі глави: 132—137      |                 |                        |
| 24                                   | 20 квітня 2016  | ISBN 978-4-592-21504-2 |
| Том налічує такі глави: 138—143      |                 |                        |
| 25                                   | 19 серпня 2016  | ISBN 978-4-592-21505-9 |
| Том налічує такі глави: 144—149      |                 |                        |

#### Аніме
Аніме-адаптація «Приємно познайомитись, Бог» була спродюсована компанією TMS Entertainment, а режисером став Акітаро Даїті. Аніме транслювалося з 1 жовтня 2012 року до 24 грудня 2012 на телеканалі TV Tokyo. Проєкт була ліцензовано компанією Funimation Entertainment. Серіал зупинився сюжетно на тридцятих главах оригінальної манґи.
Існують два OVA-епізоди, які вперше вийшли в етер 26 серпня 2013 року. Один з епізодів заснований на історії з 15-ого тому, а інший розповідає про абсолютно оригінальний сюжет. У серпні 2014 року в 17-му номері часопису «Hana to Yume» було оголошено, що за мотивами другого сезону буде створений другий сезон аніме. Він почав транслюватися 5 січня 2015 року.
Додаткові чотири серії були випущені на DVD як «Kako-hen» (яп. «過去篇», дослівно: «Минувшина») 20 серпня 2015 року та засновані на подіях, що передували поточному сюжету, й охоплює 14, 15, 16 та 17 томи манґи. Епізоди розповідають про пригоду Нанамі в часі, щоби врятувати Томое від прокляття.

##### Українське озвучення
У січні 2024 року аніме було озвучене студією «Еники-беники» на замовлення Megogo і стало першим аніме-серіалом, доступним на цій платформі[первинне джерело].

#### Саундтрек
Перший сезон: Вступна пісня «Kamisama Hajimemashita» (яп. «神様はじめました», дослівно: «Приємно познайомитись, Бог») й кінцева пісня «Kamisama Onegai» (яп. «神様お願», дослівно: «Благаю, Боже») були записані японською співачкою Hanae.
Другий сезон: Вступна пісня «Kamisama no Kamisama» (яп. «神様の神様», дослівно: «Бог Бога») й кінцева пісня «Ototoi Oide» (яп. «おとといおいで», дослівно: «Прийде інший день») були також записані Hanae.

### Мюзикл
Сценічна музична адаптація під назвою «Приємно познайомитись, Бог» (яп. «神様はじめました: The Musical») була в етері з 21 по 29 березня 2015 року в Японії. 2016 року мюзикл був перевипущений.

#### Актори
- Сакі Терасіма — Нанамі Момодзоно
- Рен Яґамі — Томое
- Кейсуке Мінамі — Курама
- Сьота Таказакі — Мідзукі
- Мао Като — Онікірі
- Кейта Токусіро — Котецу
- Хірокі Такаока — Котецу
- Юря Кавакама — Нарукамі
- Акіра Ісіда — Мікаґе[39]

У 2016 році були деякі зміни в акторському складі.
- Юта Хіґуті — Мідзукі
- Юмі Такакі — Котецу
- Макото Окунака — Нарукамі

## Оцінки
Джейкоб Чампан з Anime News Network пише про «Приємно познайомитись, Бог» як про щось середнє між «Кошик фруктів» та «Inuyasha».
2016 року тираж манґи налічував понад 5 мільйонів екземплярів.

### Рецензії
- «Приємно познайомитись, Бог» (манґа) на сайті Anime News Network
- «Приємно познайомитись, Бог» на сайті DVD Talk
- «Приємно познайомитись, Бог» на сайті The Fandom Post
- «Приємно познайомитись, Бог» на сайті UK Anime Network

| аніме і манґа | Це незавершена стаття про аніме та манґу. Ви можете допомогти проєкту, виправивши або дописавши її. |